# یوزف روزمایر
یوزف روزمایر (انگلیسی: Joseph Rosemeyer; ۱۳ مارس ۱۸۷۲ – ۱ دسامبر ۱۹۱۹) دوچرخه‌سوار پیست، و دوچرخه‌سوار اهل آلمان بود.